# Dialetti bolognesi montani alti
Con dialetti bolognesi montani alti, secondo la classificazione di Daniele Vitali, si intendono i dialetti appartenenti al sottogruppo dialettale bolognese parlati nella fascia montana dell'Appennino bolognese al confine con la Toscana. Vengono definiti alti perché si parlano in quota, ossia a Lizzano in Belvedere, Granaglione, Castel di Casio, Castiglione dei Pepoli, in alcune frazioni del comune toscano di Sambuca Pistoiese e nella frazione di Castelluccio del comune di Porretta Terme, mentre nel capoluogo comunale si parla un dialetto appartenente ai dialetti bolognesi montani medi a causa dei contatti storicamente più frequenti con la città di Bologna.

## Caratteristiche fonetiche
Caratteristiche in comune con l'area toscana:
- Conservazione delle vocali finali: gatto, sasso (ma cadono nella frase: un gatt rósso "un gatto rosso");
- Mancata distinzione fra vocali lunghe e brevi, poiché le vocali accentate sono sempre foneticamente lunghe (tranne in posizione finale, dove possono essere lunghe o brevi dando luogo ad alcune coppie minime: fâ "fai" vs. fà "fa", interpretabili anche come fàa vs. fà);
- Le a del lat. volg. si conservano sia in sillaba aperta che chiusa: fare (in alcuni dialetti fàa), palo;
- i, u del lat. volg. si conservano sia in sillaba aperta che chiusa: filo, lìsscio, muro, brutto;
- e, o del lat. volg. si conservano sia in sillaba aperta che chiusa: vérde, sécco, sóle, rótto (in alcuni dial. vérdo, sólo);
- Conservazione di /tʃ, dʒ/: cénndre, génnero (o génndro) "cenere, genero";
- Conservazione di /ts, dz/ affricate: pózzo, mèżżo "pozzo, mezzo";
- Conservazione di /ʃ/: péssce (in alcuni dial. pésscio), còsscia "pesce, coscia".

D'altronde, ci sono casi di conservazione di vecchi elementi settentrionali:
- Fonema /ʒ/: paṡge, cróṡge "pace, croce", diventati pèṡ, cråuṡ in dialetto bolognese cittadino;
- Fonemi occlusivi o occlu-costrittivi palatali /c, ɟ/: mùcchjo, ùnghja (in alcuni dial. uggna) "mucchio, unghia", diventati mócc', ónngia in dial. bol. citt.

Vi sono poi importanti caratteristiche che accomunano i dialetti montani alti ai dialetti di tipo bolognese e quindi di tipo gallo-italico:
- Frequente sincope vocalica: lizzanese bdócchjo, bṡare, g'lare, mlõ, vludo "pidocchio, pesare, gelare, melone, velluto", cfr. bol. bdòc', bṡèr, żlèr, mlån, vlûd, e bol. mont. m.: bdŏcc', bṡē, żlē, mlõ, vlûd;
- ĕ, ŏ del latino classico in sillaba aperta hanno dato in genere /(j)ɛ, ɔ/ in Toscana e /(j)ɛ, wɔ/ in italiano, mentre troviamo e, o chiuse (foneticamente lunghe) in lizzanese: méle, préte, córe, fógo, róda "miele, prete, cuore, fuoco, ruota". Come il lizz. si comporta un bel pezzo di Emilia, anche se proprio in area bolognese le cose sono più complicate (in bolognese cittadino abbiamo mêl, côr, rôda con /ee, oo/ ma prît, fûg con /ii, uu/ dovuti ad antichi /je, wo/; nei dialetti bolognesi montani medi troviamo prêt, côr, fôg con /ee, oo/ ma mēl, rōda «ruota» con e, o intermedie);
- Sonorizzazione di /p, t, k/ posvocaliche in /v, d, ɡ/: lizz. savére, cavra, séda, amigo, figo "sapere, capra, seta, amico, fico", cfr. bol. savair, chèvra, saida, amîg, fîg;
- Caduta delle doppie consonanti, tranne dopo accento: lizz. gallo "gallo" ma galina "gallina"; qualcosa di simile è successo in bol. e mont. m., poiché in questi dialetti la a lat. volg. di sillaba chiusa è diventata lunga, gâl, mentre quella di sillaba aperta palatalizza: questo diverso trattamento presuppone una conservazione, per un certo tempo, delle doppie consonanti; inoltre le doppie lizzanesi sono più brevi di quelle italiane, una via di mezzo fra doppie e semplici che ci dovette essere anche in bol. antico prima della caduta delle doppie ("gallina" si dice galéṅna /ɡaˈleŋna/ in bolognese e galénna /ɡaˈlen-a/ nei dialetti montani medi, con la frontiera sillabica tra /n/ e /a/ a dare un'impressione di allungamento);
- Dopo accento, raddoppiamento sistematico di m, frequente di l, r, v: lizz. primma, fummo, famme, mullo, argallo, magarra, el bévve "prima, fumo, fame, mulo, regalo, magari, beve"; contro il bolognese prémma, fómm, fâm, móll, regâl, magâra, al bavv: per via della caduta delle doppie, l'antico raddoppiamento di /m, l, r, v/ in bol. si vede solo dal fatto che le vocali che precedono hanno il trattamento di sillaba chiusa; lo stesso accade nei dial. montani medi: prémma, fómm, fâm, móll, argâl, magâra, e bĕvv;
- Presenza delle vocali nasali: lizz. vĩ, e fẽ, cã, bõ, ũ "vino, facciamo, cane, buono, uno", con esiti analoghi a quelli dei dialetti bolognesi montani medi. Anche questo è un fenomeno di conservazione, poiché il bolognese cittadino vén, a fän, can, bån, ón con n velare /ŋ/ si spiega proprio con una fase di nasalizzazione successivamente regredita;
- L'articolo singolare maschile è al come in bolognese cittadino, mentre in genere è e nei dial. montani medi: lizz. al gatto al córre "il gatto corre", bol. cittadino al gât al córr, gaggese e gât e cŏrr;
- Il lizzanese ha la negazione ridondante con brìṡgia, da confrontare al bol. citt. e mont. medio brîṡa; nei dialetti montani alti diversi dal lizzanese però non si usa questo secondo elemento della negazione, che è così a un solo posto, come in italiano e toscano.

## Esempio di testo
Come esempio di testo in un dialetto bolognese montano alto riporteremo qualche battuta della celebre Casina di Plauto tradotta e riadattata in pavanese da Francesco Guccini:
- CELESTIN- Ch'i 'n possa stare da per mì, quand'i n'ho vòiia, per parlare di mé afari e pensare, sénza che tì t'mé stia sémpre d'atorno?
- CALIN- Perché i son convinto d'vgnirte sémpre drédo, dovunque t'andrà. Diolai! Anche se t'volessi andare a impicarte, i t'véggno drédo. Fa 'n po' i to conti, se t'potrà o no, con tutto al to armesdare, portarte via Zucarin sénza che mì a l'sappia, se t'la toli per sposa, comme t'va fare.
- CELESTIN- Ma tì, al che t'ha da fare con mì!
- CALIN- Al ché t' di', bìscaro?! Perché t'véni a impestare quì in Pavna, spinaiolo da do soldi?
- CELESTIN- Perché a m'garba acuscì.
- CALIN- Perché 'n té sta' d'là da l'acqua, in ti to campi? Perché 'n té fa al lavoro chi t'hati ditto 'd fare, sénza introgolarte int'al cose dal paese? Artorna (1) in campaggna, artorna 'd fùria in ti to campi!.
- CELESTIN- Calin, i 'ti m'a l'son scorda' quello ch'a i ho da fare; in campaggna a i è un ch'a l'fa tutto per ben. S'i riésscio a fare quel ch'i soli vgnu' per fare, s'i riesscio a sposarme la patòzza ch'a t'ha inamora' anca tì, ch'la bella patòzza d'Zucarin, ch'l'é serva insémm'a tì, quand'i l'avrò porta' in campaggna mégo, t'vedrà ch'i restarò per sémpre int'i mé campi.